# Sherbro (Insel)
Die Insel Sherbro (englisch Sherbro (Island)), auch Bonthe genannt, liegt vor der Küste des westafrikanischen Sierra Leone im Atlantik. Der Hauptort der Insel ist Bonthe mit etwa 9700 Einwohnern am östlichen Ende der Insel, das zugleich Hauptort des gleichnamigen Distrikts Bonthe ist.
Die Insel soll, als Sherbro Island City, seit 2019 nachhaltig entwickelt werden. Hierfür ist die Regierung Sierra Leones eine Partnerschaft mit Sherbro Alliance Partners eingegangen. Zu deren Initiatoren zählt der Schauspieler Idris Elba.

## Geschichte
Die ursprünglichen Bewohner von Sherbro sind die Bullom-Sherbro. Zwischen den Flüssen Sherbo und Mano (auch Mannah) lag bis ins frühe 19. Jahrhundert Gallinas oder das Galinhas territory, mit dem Fort Lomboko ein Stützpunkt des Sklavenhandels. Joseph Denman (1810–1874), ein Kapitän der Royal Navy, schloss mit King Harry Tucker, dem Gemeindevorsteher des Sklavensammellagers Gallinas, 1840 einen Vertrag, der den Sklavenhandel unterbinden sollte. Als ein Sohn des Gemeindevorstehers eine Waschfrau aus Sierra Leone und britische Staatsbürgerin verhaften ließ, führte Captain Henry Worsley Hill, der älteste Sohn von Rear Admiral Henry Hill of Romsey (1772–1849) mit der HM Fregatte Saracen eine mehrere Monate dauernde Seeblockade von Gallinas durch. Bei einer Landung zur Süßwasseraufnahme erkannte Hill, dass sich die Sklaven befreit und den Verwalter der slave-factory, Mr. François, in Eisen gelegt hatten. Hill regte an, die Barracoons (Sklavenunterkünfte) niederzubrennen. 841 Sklaven kamen frei, die Sklavenhändler erhielten freien Abzug nach Sierra Leone. Der spanische Relator Tomas Rodriguez Buron verklagte Denman vor einem britischen Gericht auf Schadenersatz wegen der Okkupation von Gallinas. Die Klage wurde 1848 abgewiesen. Im frühen 19. Jahrhundert befand sich hier ein britischer Posten zur Bekämpfung des atlantischen Sklavenhandels. Ab 1815 wurden ehemalige Sklaven angesiedelt, 1861 übernahm die Kolonie Freetown die Insel von den Bullom-Sherbro.

## Verwaltung
Auf Sherbro liegen zwei der elf Chiefdoms des Distrikts: Dema (Hauptort Tissana) und Sittia (Hauptort Yonni) sowie der Bonthe Rural District mit der Stadt Bonthe.

## Geographie
Sherbro wird im Norden durch den Fluss Sherbro und im Osten durch die Sherbro Strait vom afrikanischen Festland abgetrennt. Sie ist 52 km lang, 18 km breit und hat eine Fläche von rund 600 km². Das Cape St. Ann liegt am westlichen Ende, im Osten liegt der Inselhauptort und Hafen Bonthe. Unmittelbar westlich der Insel liegen die Turtle Islands in einer Entfernung zwischen einem und 17 Kilometern, die quasi die westliche Verlängerung der Insel bilden. Die Insel ist ein Brutplatz für Meeresschildkröten.

## Wirtschaft
Die wichtigsten wirtschaftlichen Aktivitäten sind Nassreisanbau, Fischerei und Tourismus – die Insel hat 105 km tropische Strände. Die Regierung Sierra Leones will den Tourismus auf Sherbro fördern.
Auf der Insel befindet sich der (Stand Dezember 2018) ungenutzte Flugplatz Sherbro.